# Richard (patronyme)
Pour les articles homonymes, voir Richard.
Cette page présente le nom de famille Richard ainsi que ses variantes.
Richard est un patronyme provenant du prénom Richard.

## Étymologie
Le patronyme "Richard" provient du Proto-germanique *Rīkaharduz, composé des deux éléments *rīkô (« commandant ») et *harduz (« fort »).

## Popularité
Le nom de Richard est le sixième nom de famille le plus répandu en France, alors qu'en tant que prénom, il n’est pas aussi largement diffusé. 1,5 enfant sur 1 000, nés en France entre 1891 et 1990, portent ce nom de famille.

## Personnalités portant ce patronyme
Richard est un nom de famille  notamment porté par :

- Haut – A
- B
- C
- D
- E
- F
- G
- H
- I
- J
- K
- L
- M
- N
- O
- P
- Q
- R
- S
- T
- U
- V
- W
- X
- Y
- Z

### A
- Achille Richard (1794-1852), botaniste français ;
- Adrien Richard (1866-1948), homme politique français ;
- Alain Richard  ;
- Aimable Antoine Richard[2] (1820-1859), ingénieur français ;
- Alfred Édouard Richard (1882-1959), vice-amiral français ;
- Ambroise Richard (1850-19?), avocat, homme d'affaires et homme politique canadien ;
- André Richard  ;
- Anatole Richard (1815-1867), ingénieur français des ponts et chaussées ;
- Anne Richard (1968-), actrice et scénariste suisse ;
- Antoine Richard (1734-1807), botaniste et sauveur du jardin de Versailles sous la Révolution ;
- Antoine Richard (1960-), athlète français spécialiste du 100 mètres ;
- Antoine Richard de Montjoyeux[3] (1795-1874), député de la Nièvre (1858-1868), sénateur du Second Empire ;
- Antoine Richard du Cantal (1802-1891), personnalité politique française ;
- Armand Richard (1895-19?), fermier et homme politique canadien ;

### B
- Belton Richard (1939-2017), accordéoniste, compositeur et chanteur américain ;
- Bernard Richard (1951-), personnalité politique canadienne ;
- Bernard Richard (cyclisme) (1957-), cycliste français ;

### C
- Camille Richard (1829-1897), homme politique français ;
- Chantal Richard  ;
- Charles Richard (1900-1978), député canadien ;
- Charles Adolphe Richard, (1819-1890), peintre français ;
- Charles-François Richard (1772-1851), industriel français, fils de Jean-Louis Richard ;
- Charles-Louis Richard (1711-1794),  dominicain, théologien et historien français ;
- Chris Richard (1984-), ancien joueur américain de basket-ball ;
- Christian Richard (1954-), archéologue français ;
- Claire Richard  ;
- Claude Richard  ;
- Clémence Richard (1830-1915), épouse de Louis-Lucien Bonaparte ;
- Clément Richard (1939-2022), avocat et homme politique québécois ;
- Sir Cliff Richard (1940-), chanteur anglais ;
- Clayton Richard (1983-), lanceur de baseball américain ;
- Clovis-Thomas Richard (1892-1976), homme politique canadien ;
- Colette Richard (1924-2020), actrice française ;
- Cyprien Richard (1979-), skieur alpin français ;
- Cyril Richard (1982-), ingénieur français au CNRS, spécialisé en spectroscopie moléculaire ;

### D
- Daniel Richard (1944-2023), entrepreneur français ;
- David Louis Richard (1763-1846), homme politique suisse ;
- Dawn Richard (1936-), actrice et pin-up américaine ;
- Dawn Richard dite D∆WN (1983-), chanteuse, compositrice, parolière et actrice américaine ;
- Dominique Richard (1952-), homme politique français ;

### E
- Edmond Richard (1927-2018), directeur de la photographie français ;
- Édouard Richard (1886-1970), homme politique français ;
- Edouard Richard (1862-1925), homme politique belge wallon, membre du parti catholique ;
- Édouard-Émery Richard (1844-1904), personnalité politique canadienne ;
- Élie Richard (1885-1976), journaliste, écrivain, éditeur et poète français ;
- Élaine Richard (1962-), conteuse québécoise ;
- Emily Richard (1948-2024), actrice britannique ;
- Emmanuelle Richard (1985-), écrivaine française ;
- Ernest Richard (1843-1916) vice-amiral ;
- Ernest Richard (1922-2006), homme politique canadien ;
- Étienne Richard (1621-1669), compositeur, organiste et claveciniste français ;
- Eugène Richard  ;

### F
- Ferdinand Richard (1950-), chanteur et guitariste de musique expérimentale
- Firmine Richard (1947-), actrice française ;
- François Richard  ;
- François-Marie-Benjamin Richard (1819-1908), prélat français ;

### G
- Gabriel Richard (1787-1832), homme politique américain ;
- Gabriel Richard (cyclisme) (1985-), cycliste argentin ;
- Gami Astoingué Richard (1991-2025), réalisateur tchadien ;
- Georges Richard  ;
- Georges Julien Richard (1865–1950), général français ;

### H
- Henri Richard (1936-2020), joueur de hockey sur glace québécois ;
- Hortense Richard (1860-1940), peintre française ;

### I
- Ivor Richard (1932-2018), personnalité politique britannique, baron Richard ;

### J
- Jacques Richard  ;
- Jamey Richard (1984),
- Jean Richard  ;
- Jean-Baptiste Richard de Radonvilliers (1788-1850), lexicologue français ;
- Jean-Claude Richard de Saint-Non (1727-1791), peintre français ;
- Jean-François Richard  ;
- Jean Hérard Richard (1969-), chanteur-percussionniste haïtien ;
- Jean-Jules Richard (1911-1975), écrivain québécois de langue française ;
- Jean-Louis Richard  ;
- Jean-Marc Richard (1960-), animateur suisse de radio et télévision ;
- Jean-Marie Richard (1879-1955), personnalité politique canadienne ;
- Jean-Maurice Richard (1888-1943), général français ;
- Jean-Michel-Claude Richard (1787-1868), botaniste français ;
- Jean-Pierre Richard  ;
- Jeanne Richard (2002-), biathlète française ;
- Jeannine Richard (1952), femme politique canadienne au Québec ;
- Jennifer Richard (1980-), romancière franco-américaine ;
- Joachim Richard (1869-1960), architecte français ;
- Joseph-Adolphe Richard (1887-1964), personnalité politique canadienne ;
- Joseph Léonard Richard (1742-1797), général de brigade français ;
- Joseph Pierre Richard (1771-1809), colonel français de la Révolution et de l'Empire ;
- Jules Richard  ;
- Jules François Richard (1810-1868), homme politique français ;

### L
- Léon Richard  ;
- Lili Richard (1938-), peintre québécoise ;
- Little Richard (1932-2020), chanteur américain ;
- Lorraine Richard
- Louis-André Richard (19?-), professeur de philosophie québécois ;
- Louis Richard  ;
- Louis Claude Richard (1754-1821), botaniste français ;

### M
- Magaly Richard-Serrano (1972-), réalisatrice et écrivain français ;
- Marcel-François Richard (1847-1915), prêtre acadien ;
- Marine Richard (1982-), judokate française ;
- Marthe Richard (1889-1980), prostituée et politicienne française ;
- Maurice Richard  ;
- Max Richard (1818-1901), industriel et homme politique français ;
- Mélodie Richard, actrice française ;
- Mélodie Richard (2002-), archère française ;
- Michel Richard (cuisinier) (1948-2016), cuisinier français ;
- Michel Richard (journaliste) (1952-), journaliste français ;
- Michèle Richard (1946-),  chanteuse et actrice québécoise ;
- Mireille Richard (1989-), skieuse alpine suisse ;
- Monique Richard (1947-), personnalité politique canadienne ;
- Monique Richard (alpiniste) (1975-), alpiniste canadienne ;

### N
- Nathalie Richard (1962-), actrice française ;

### O
- Odette Richard (1988-2020), gymnaste rythmique sud-africaine ;

### P
- Pascal Richard (1956-), coureur cycliste suisse ;
- Paul Richard  ;
- Paul Aimé Richard (18?-19?), constructeur français d'avions ;
- Philippe Richard  ;
- Pierre Richard  ;
- Pierre Richard-Willm, nom de scène de Pierre Richard (1895-1983), acteur français ;
- Pierre-Alexandre Richard (1836-1920), architecte français ;

### R
- Raoul Richard, ingénieur et ministre belge ;
- Raymond-Charles-Anatole Richard (1885-1964), général français ;
- René Richard (1894-1951), homme politique français ;
- René Richard (1895-1982), artiste-peintre canadien d’origine suisse ;
- Renée Richard (1930-2014), gastronome française ;
- Rod Richard (1932-), sprinteur américain ;

### S
- Sabrina Richard (1977-), haltérophile française ;
- Salomé Richard (1987-), actrice, réalisatrice et scénariste belge ;
- Serge Richard (?-), journaliste français ;
- Stéphane Richard  ;

### T
- Thierry Richard (19?-), rameur d'aviron français ;
- Tyrell Richard (1997-), athlète américain ;

### W
- Wendy Richard (1943-2009), actrice britannique ;
- William Richard (1974-), joueur de hockey sur glace français ;

### Z
- Zachary Richard (1950-), musicien et poète américain
- Zina Richard (Mlle Zina), (1832—1890), danseuse russe d'origine française, l'épouse de Louis-Alexandre Mérante.

## Pseudonyme
Richard est un pseudonyme notamment porté par :
- Richard (1989-), pseudonyme de Richard Almeida de Oliveira, footballeur international azerbaïdjanais ;
- Gilbert Richard (1928-), pseudonyme de Gilbert Hecquet, producteur et animateur de télévision ;
- Pierre Richard-Willm (1895-1983), pseudonyme de Pierre Richard, acteur français ;
- F. Richard-Bessière, pseudonyme de François Richard et Henri Bessière, auteurs français de science-fiction écrivant à quatre mains ;
- Pierre Richard (1934-), le pseudonyme de Pierre Richard Maurice Charles Léopold Defays, acteur et réalisateur français.